# IONIS Education Group
IONIS Education Group je skupina soukromých vysokých škol ve Francii. Vznikla v roce 1980 a v roce 2023 měla více než 35 000 studentů a 100 000 absolventů. V současnosti vzdělává v oblastech obchodu, informačních technologií, letectví, energetiky, dopravy, biologie, managementu, financí, marketingu, komunikace a designu. Členy skupiny je 29 škol.

## Členové

### IONIS Institute of Business
- ISG Paris
- ISG Luxury Management
- ISG RH
- ISG Sport Business Management
- ISEG marketing a komunikace školy
- ICS Bégué
- Institut evropského vysokoškolského vzdělávání prostřednictvím akce
- MOD'SPE Paris
- XP, the international esport & gaming school

### IONIS Institute of Technology
- Concours Advance
- École pour l'informatique et les techniques avancées
- École pour l'informatique et les nouvelles technologies
- École spéciale de mécanique et électricité
- IA Institut
- Polytechnický ústav vyšších věd
- Sup'Biotech
- E-Artsup
- Epitech Digital
- Epitech Executive
- IONIS Škola technologií a managementu
- Coding Academy
- SecureSphere by EPITA
- Supinfo
- Web@cademy

### IONIS Education Solutions
- École des technologies numériques appliquées
- Fondation IONIS
- IONIS 361
- IONISx
- PHG Academy